# William Berkeley (4e baron Berkeley de Stratton)
Pour les articles homonymes, voir William Berkeley (homonymie) et Berkeley.
William Berkeley (mort le 24 mars 1741), est un homme politique britannique et juge, de la branche de Bruton de la famille Berkeley. Il est maître des rôles en Irlande entre 1696 et 1731 et occupe également des fonctions politiques de Chancelier du duché de Lancastre de 1710 à 1714 et de premier Lord du commerce de 1714 à 1715.

## Biographie
Il est un fils cadet de John Berkeley (1er baron Berkeley de Stratton), et de Christiana, fille de Sir Andrew Riccard. John Berkeley (3e baron Berkeley de Stratton) est son frère aîné.
En 1696, il est nommé maître des rôles en Irlande et admis au Conseil privé irlandais,. L'année suivante, il succède à son frère aîné dans la baronnie . En 1710, il est admis au Conseil privé anglais et nommé Chancelier du duché de Lancastre. Il est nommé premier Lord du commerce en 1714, poste qu'il occupe jusqu'en 1715,. Il reste Master of the Rolls en Irlande pendant cette période et occupe ce poste jusqu'en 1731 .

## Famille
Lord Berkeley de Stratton épouse Frances, fille de John Temple et Jane Yarner; sa sœur Jane épouse son frère aîné. Ils ont plusieurs enfants, dont l'honorable Frances Berkeley (en), qui épouse William Byron (4e baron Byron), et est la mère de William Byron (5e baron Byron) et de l'amiral John Byron. Lady Berkeley de Stratton est décédée en juillet 1707. Lord Berkeley de Stratton reste veuf jusqu'à sa mort à Bruton, Somerset, en mars 1741. Son fils aîné, John Berkeley (5e baron Berkeley de Stratton), lui succède.